# Compressidens kikuchii
Compressidens kikuchii är en blötdjursart som först beskrevs av Kuroda och Tadashige Habe 1952.  Compressidens kikuchii ingår i släktet Compressidens, ordningen Gadilida, klassen tandsnäckor, fylumet blötdjur och riket djur. Inga underarter finns listade i Catalogue of Life.